# 戈登鎮區 (北達科他州卡弗利爾縣)
戈登鎮區（英語：Gordon Township）是位於美國北達科他州卡弗利爾縣的一個鎮區。

## 地方資料
戈登鎮區的面積為70.04平方千米，當中陸地面積為68.99平方千米，而水域面積為1.04平方千米。根據2020年美國人口普查的數據，當地共有人口8人，而人口密度為每平方千米0.11人。